# Олая, Элой
Элой Олая (исп. Eloy Olaya; род. 10 июля 1964, Хихон, Овьедо) — испанский футболист, нападающий. Известен по выступлениям за клубы «Спортинг» (Хихон) и «Валенсия», а также национальную сборную Испании.

## Клубная карьера
Во взрослом футболе дебютировал в 1982 году выступления за клуб «Спортинг» (Хихон), в котором провел шесть сезонов, приняв участие в 190 матчах чемпионата. Большинство времени, проведенного в составе хихонского «Спортинга», был основным игроком атакующей звена команды.
Своей игрой привлек внимание представителей тренерского штаба клуба «Валенсия», к составу которого присоединился в 1988 году. Сыграл за валенсийский клуб следующие семь сезонов своей игровой карьеры. Играя в составе «Валенсии» также, как правило, выходил на поле в основном составе команды.
В течение 1995—1997 годов вновь играл за «Спортинг» (Хихон).
Завершил профессиональную игровую карьеру в клубе «Бадахос», за команду которого выступал на протяжении 1997—1998 годов.

## Выступления за сборную
В 1985 году дебютировал в официальных матчах в составе национальной сборной Испании. В течение карьеры в национальной команде, которая длилась 6 лет, провел в форме главной команды страны 15 матчей, забив 4 гола.
В составе сборной был участником чемпионата мира 1986 года в Мексике, чемпионата Европы 1988 года в ФРГ.

## Достижения

### Клубные
Валенсия
- Финалист Кубка Испании: 1994/1995

### Сборная
- Чемпион  Европы по футболу среди молодёжных команд 1986